# Henri Ghéon
Henri Ghéon, pseudonym för Henri Vangeon, född 15 mars 1875, död 13 juni 1944, var en fransk författare.

## Biografi
Ghéon var utbildad till läkare, men uppträdde i slutet av 1890-talet som litterär kritiker och dramatiker. Han blev nära vän med André Gide och Jacques Copeau och grundade tillsammans med dem den viktiga tidskriften Nouvelle Revue Française. Under första världskriget övergick Ghéon till katolicismen, vilket fick avgörande betydelse för hans diktning, skildrat i Témoignage d’un converti (1929). Han hade först skrivit några realistiska skådespel med social tendens såsom Le pain (1912) och L’eau de vie (1914), men efter omvändelsen gjorde han en insats som förnyare av det religiösa skådespelet. Han försökte återuppliva det medeltida mirakelspelets enkla stil och naiva livssyn. 1924 grundade han en teatergrupp, som skulle göra hans religiösa dramatik känd för folket Compagnons de Notre Dame, från 1931 Compagnons de jeux. Bland Ghéons dramatiska arbeten märks Jeux et miracles pour le peuple fidèle (2 band, 1922–1923), Saint Maurice, ou l’obéissance (1923), Le comédien et la grace (1925), Vie profonde de S. Franqois d’Assise (1926) och La mort de Lazare (1931). Ghéon publicerade också dikter, såsom Foi en la France (1916), essäer och romaner, bland annat Le jeux de l’enfer et du ciel (3 band, 1929) och La jambe noire (1941).